# Mamacita (Travis Scott)
Mamacita è un singolo del rapper statunitense Travis Scott, pubblicato il 18 agosto 2014 come secondo estratto dal suo secondo mixtape Days Before Rodeo.

## Descrizione
Il brano vede la collaborazione dei rapper statunitensi Rich Homie Quan e Young Thug ed è stato prodotto da Scott stesso insieme ai produttori discografici statunitensi Metro Boomin e DJ Dahi.

## Tracce
Testi di Jacques Webster II, Dequantes Lamar, Jeffery Williams, Leland Wayne, Raymond Jackson, Dacoury Natche, Carl Hampton e Homer Banks, musiche di Travis Scott, Metro Boomin e DJ Dahi.
1. Mamacita (feat. Rich Homie Quan e Young Thug) – 4:34